# Microdeutopus anomalus
Microdeutopus anomalus is een vlokreeftensoort uit de familie van de Aoridae. De wetenschappelijke naam van de soort is voor het eerst geldig gepubliceerd in 1843 door Rathke.